# Roller Kong
Roller Kong è un videogioco a piattaforme pubblicato nel 1985 per Commodore 16 dalla Melbourne House. È una variante del classico arcade Donkey Kong, che non ha mai avuto una conversione ufficiale per il Commodore 16.